# Lepidasthenia alba
Lepidasthenia alba är en ringmaskart som först beskrevs av Treadwell 1906.  Lepidasthenia alba ingår i släktet Lepidasthenia och familjen Polynoidae. Inga underarter finns listade i Catalogue of Life.